# Taste

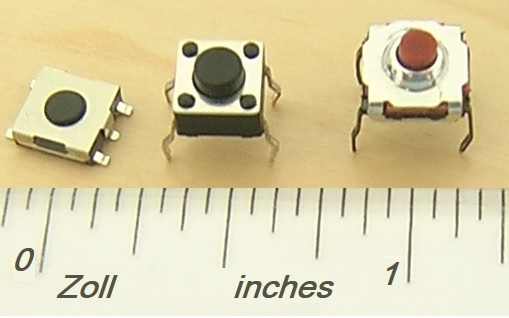
Elektrische Taster für die Montage auf Leiterplatten.

Eine Taste  (italienisch tasto, lateinisch clavis) oder ein Taster ist ein Bedienelement, das durch Drücken betätigt wird und nach dem Loslassen selbsttätig in die Ausgangslage zurückkehrt. Hierfür wird meist eine mechanische Feder eingesetzt. Runde Tasten werden oft auch als Knopf bezeichnet.
Eine Gruppe von Tasten wird Tastenfeld genannt. Tastenfelder, die zur Eingabe von Wörtern oder Zahlen dienen, heißen Tastatur. Tasteninstrumente besitzen eine Klaviatur. Mit den Füßen betätigte Tasten werden als Pedale bezeichnet.
Einrastende Tasten gehören nicht zu den Tasten im engeren Sinn, sondern zu den Schaltern.

## Nichtelektrische Tasten
Die ältesten Tasten finden sich an den Tasteninstrumenten. Beim Klavier wird beispielsweise durch die Taste über ein Lederband ein Hebel in Bewegung gesetzt, der einen Hammer gegen die Saite schlägt. Bei der Orgel wird ein Ventil zur zugehörigen Orgelpfeife geöffnet.
Bei der Schreibmaschine wird durch die meisten Tasten eine Type über Hebel und Gestänge gegen das Farbband geschlagen. Es gibt aber auch die Umschalttaste, die die Walze zum Erreichen der Großbuchstaben hebt, und die Umschaltsperre, die die Umschalttaste sperrt, also verhindert, dass sie wieder zurückschaltet.
Für druckluftbetriebene Anlagen (z. B. in explosionsgeschützten Räumen) gibt es pneumatische Tasten.
Bei besonderen elektrischen Sicherheitsanforderungen gibt es über einen Schlauch und eine Membran auf einen Schaltkontakt wirkende Tastschalter (Pneumatiktaster), deren Betätiger z. B. aus einem Gummi-Hohlkörper besteht.

## Elektrische Tasten

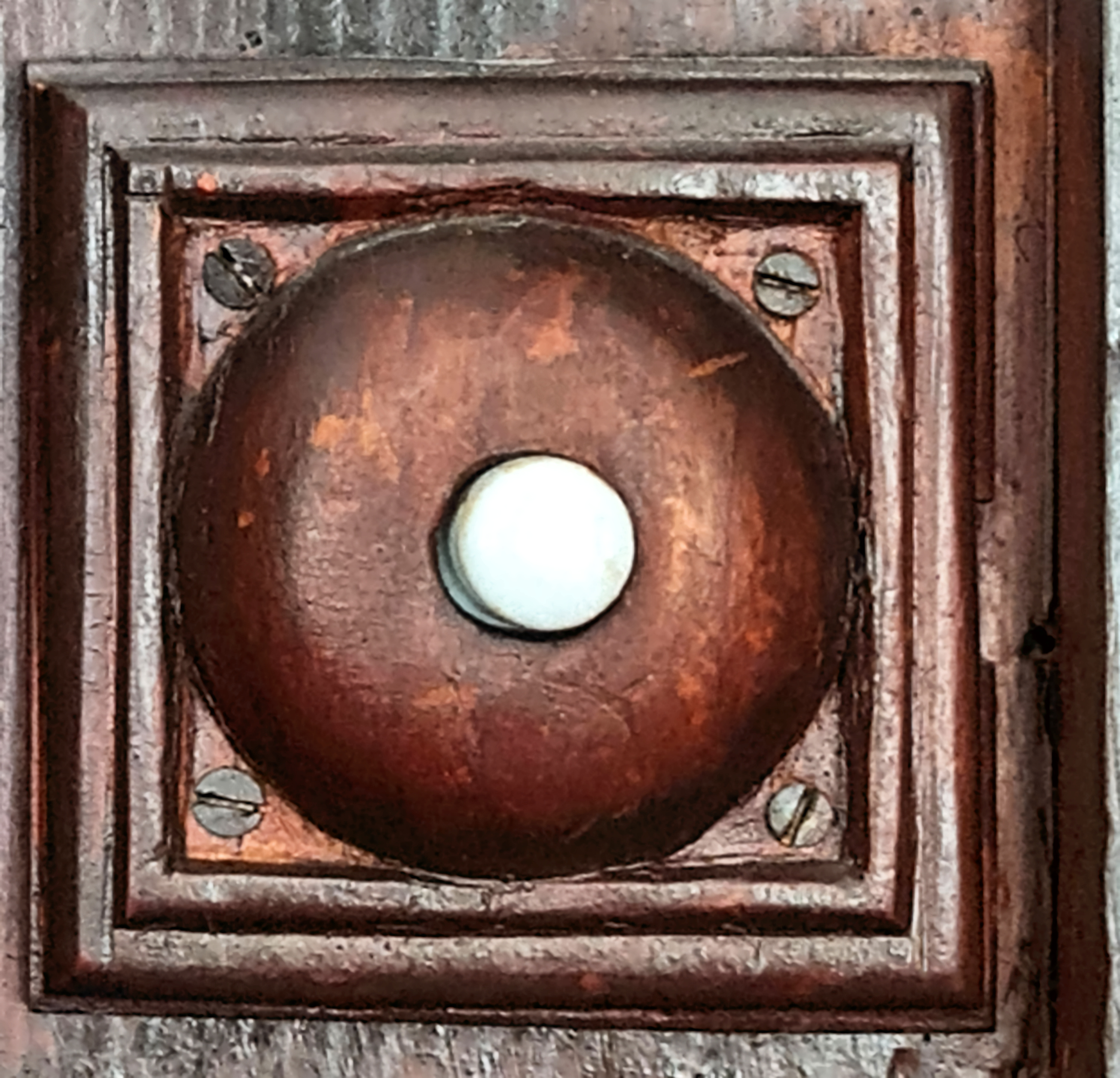
Keramiktaster (Schließer) ca. 1912 in denkmalgeschützter Gaststätte Waldfrieden in München, ca. 5 × 5 cm

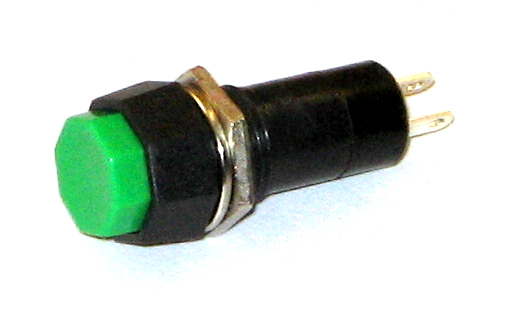
Elektrischer Taster für Kleinspannung

Elektrische Tasten sind meist mechanisch arbeitende Taster oder Tastschalter, in denen bei Betätigung Kontakte bewegt werden. Je nach Einsatzzweck werden die Kontakte beim Betätigen geschlossen, also miteinander in Berührung gebracht (Schließer), oder geöffnet (Öffner). Soll durch einen Taster eine dauerhafte Zustandsänderung bewirkt werden, beispielsweise ein Licht ein- oder ausschalten, wird eine Tasterschaltung eingesetzt. In diesem Fall bewirkt das Antippen eines Tasters, dass ein elektrischer Impuls bei einem verbundenen Stromstoßrelais eine Schaltzustandsänderung bewirkt (also z. B. Licht an oder Licht aus), welche bis zum nächsten Impuls, also beim nächsten Antippen des Tasters, mechanisch oder elektronisch gespeichert wird.
Industrietaster haben oft Kontaktpaare beiderlei Art – sie besitzen einen Schließer und einen davon elektrisch getrennten Öffner.

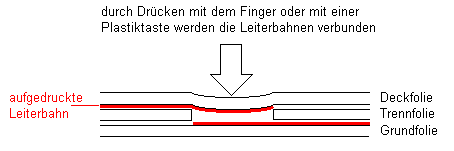
Folientaste

Folientasten verwenden statt massiver Metallstücke Leiterbahnen auf Folien. Oft ist die Deckfolie mit einer Tellerfeder mit Sprungfunktion bestückt. Die Feder stellt beim Betätigen dann zugleich auch die elektrische Verbindung her. Die Sprungfunktion erleichtert das definierte Betätigen. Folientasten sind nur zum Schalten kleiner Ströme geeignet. Sie werden in Folientastaturen und Mobiltelefonen eingesetzt.
Silikonschaltmatten (umgangssprachlich auch Leitgummitasten) bestehen aus einer leitfähigen Kontaktpille, welche auf eine kammartig ineinander greifende Struktur aus leitfähigen Flächen (zum Beispiel auf einer Leiterplatte) drückt. Sie werden in Computertastaturen, Fernbedienungen, Mobiltelefonen und in einzelnen Tastern zur Leiterplattenmontage eingesetzt.

Elektroinstallations-Schaltsymbol für Taste oder Taster

Tasten für elektronische Musikinstrumente melden nicht nur die Tatsache, dass die Taste gedrückt wurde, sondern liefern zusätzlich auch die Information, wie stark bzw. schnell sie gedrückt wurde. Dies geschieht zum Beispiel, indem die Zeit gemessen wird, welche beim Niederdrücken der Taste zwischen dem Auslösen zweier hintereinanderliegender Taster gemessen wird. Dies ermöglicht wie beim mechanischen Klavier, die Lautstärke und -dauer von der Intensität des Anschlages der Taste abhängig zu machen. Diese Eigenschaft elektronischer Tasteninstrumente wird als Anschlagdynamik bezeichnet.
Mehrere Tasten, die in einer bestimmten Weise (Layout) angeordnet sind, bilden eine Tastatur. Dabei sind die Tasten beschriftet, um verschiedene Zeichen zu senden oder Befehle auszulösen. Bekannte Layouts sind die Schreibmaschinentastatur und die Telefontastatur. Von den Schreibmaschinentastaturen abgeleitet sind die Computertastaturen. Folientastaturen an Maschinen haben oft ein funktionsspezifisches Design. Elektronische Tastaturen wandeln den parallelen Datenstrom in serielle Daten um, damit sie über eine oder wenige Leitungen übertragen werden können.
Not-Aus-Taster erzwingen durch ihren robusten Aufbau die sichere Trennung eines oder mehrerer Stromkreise. Sie kehren bei Betätigung oft nicht in ihre Ausgangslage zurück, sondern müssen durch eine Zug- oder Drehbewegung oder auch mittels eines Schlüssels zurückgestellt werden.

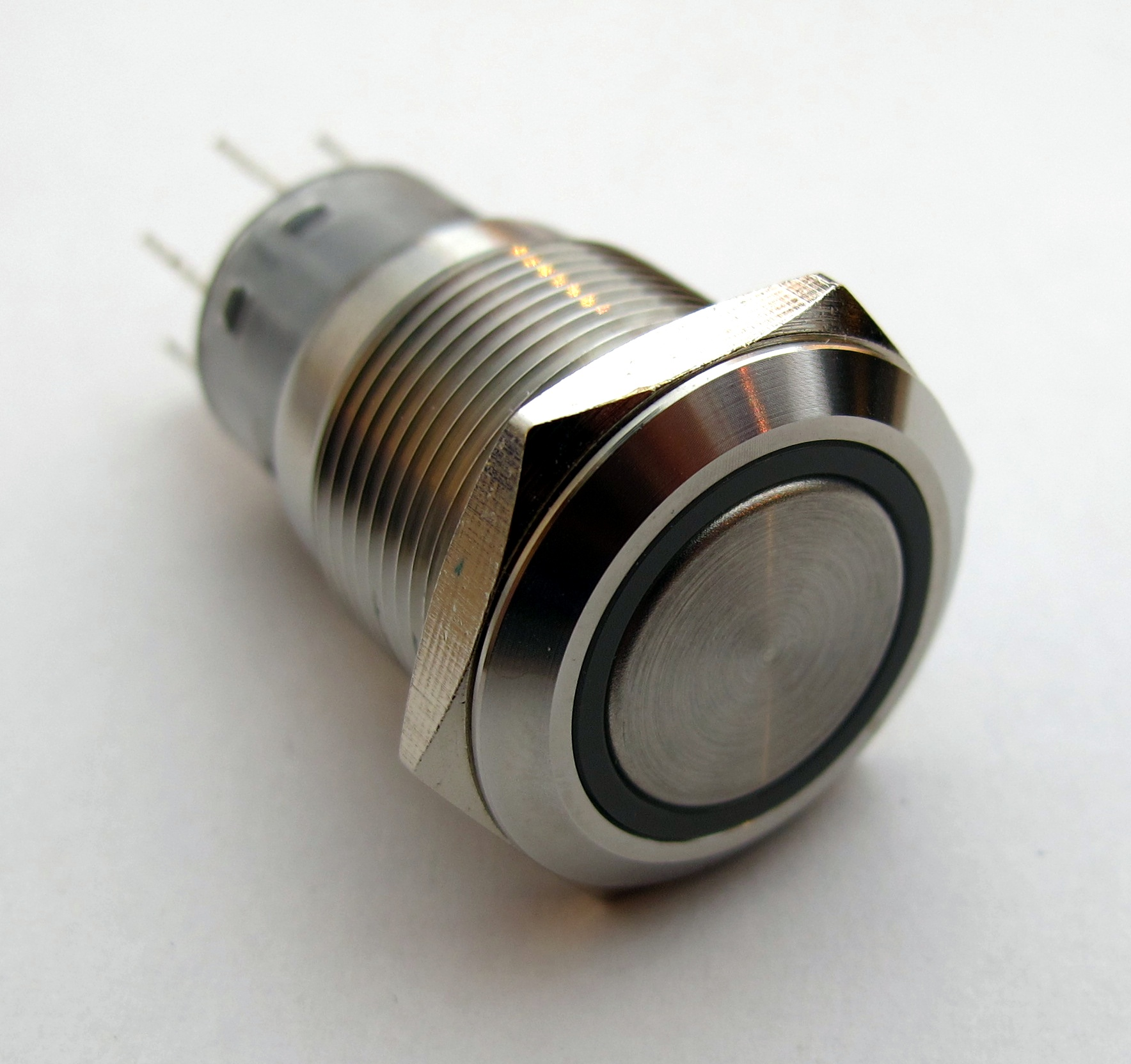
Vandalismussicherer Taster

Sogenannte Vandalismustaster (vandalismussichere Tasten) bieten selbst bei Einsatz von Werkzeugen eine hohe Sicherheit gegen mutwillige Zerstörung. Man findet sie u. a. in Fahrstühlen oder anderen öffentlichen Einrichtungen.

### Sensortaste
Sensortasten haben keine bewegten Teile und reagieren auf Druck oder Annäherung mit dem Finger in der Änderung elektrischer oder nichtelektrischer Parameter.
Arten von Sensortasten:
- Kapazitive Tasten reagieren auf die durch die Annäherung des Fingers an eine Sensorelektrode entstehende Kapazitätsänderung oder Störeinkopplung. Kapazitive Tasten benötigen eine Hilfsspannung.
- Piezotasten enthalten ein Piezoelement, welches bei Druckänderungen eine elektrische Spannung erzeugt. Diese Spannung wird zur Steuerung eines elektronischen Schalters verwendet. Piezotasten benötigen keine Hilfsenergie.
- Touchscreens sind zweidimensionale, frei programmierbare, durchsichtige Tastenfelder vor einem Bildschirm oder Computermonitor. Sie arbeiten meist nach dem Prinzip kapazitiver Tasten, wobei die Sensorelektroden aus zueinander orthogonal eingearbeiteten Drähten bestehen.
- Touchpads arbeiten ebenso wie Touchscreens und dienen bei Notebooks als Ersatz für eine Computermaus.
- Softkeys sind Felder eines Touchscreens, denen per Software wechselnde Funktionen zugewiesen werden. Solche mit einer Computermaus betätigte virtuelle Tasten auf einem Bildschirm werden oft auch als Schaltfläche (englisch Button) bezeichnet.

## Spezielle Tasten
- Klingeltaster, mit dem Besucher eines Anwesens auf sich aufmerksam machen; auch als Teil einer Klingelanlage
- Auswurftaste, Taste zum Auswurf eines Datenträgers bei Computern und Hi-Fi-Anlagen
- Morsetaste, Taste zum präzisen Generieren von Morsesignalen
- Signaltaste, Telefontaste mit Sonderfunktionen
- Klingenspitze von Florett oder Degen zur elektronischen Trefferanzeige beim Fechten
- Notrufknopf zum Auslösen eines Notrufs